# Sharone Wright
Pour les articles homonymes, voir Wright.
Sharone Addaryl Wright, né le 30 janvier 1973 à Macon en Géorgie, est un joueur américain de basket-ball évoluant au poste d'intérieur. Il est actuellement entraîneur assistant dans le club néerlandais de EiffelTowers 's-Hertogenbosch.

## Carrière
Il évolue à l'université de Clemson de 1990 à 1994. Il est nommé dans la "Second-Team All-ACC" et dans la "First-Team freshman All-American" lors de sa saison freshman.
Wright est sélectionné au 6e rang de la draft 1994 par les Philadelphia 76ers. Il dispute quatre saisons en NBA avec les 76ers et les Toronto Raptors. Sa meilleure saison sera sa saison rookie avec les 76ers, avec qui il dispute 79 rencontres pour des statistiques de 11,4 points et 6 rebonds par match. Il est nommé dans la NBA All-Rookie Second Team.
Sa carrière en NBA est écourtée par un accident de voiture. Il dispute au total 203 rencontres dans sa carrière NBA, pour des moyennes de 9,7 points, 5,0 rebonds et 1,6 contre.
Il évolue par la suite en Espagne, en Pologne et en Corée du Sud. En 2006-2007, il intègre les rangs des champions des Pays-Bas, les Eiffel Towers Den Bosch. Il remporte avec eux la Coupe ULEB lors de cette saison en battant en finale le Real Madrid.
Après une brève période en Chine, Sharone Wright revient aux EiffelTowers pour la saison 2007-2008 pour une dernière saison en tant que joueur. À l'issue de cette saison, il signe un contrat de quatre ans avec les EiffelTowers. Son mentor, l'entraîneur des EiffelTowers, Randy Wiel le guide et le forme pour qu'il devienne à terme entraîneur. Wright est actuellement entraîneur assistant et recruteur pour EiffelTowers Den Bosch.
Son objectif est de revenir en NBA à un poste d'entraîneur.